# Codice ZX3 controspionaggio!
Codice ZX3 controspionaggio! (The Devil's Agent) è un film del 1962 diretto da John Paddy Carstairs.
Il film è basato sul romanzo Im Namen des Teufels di Hans Habe.